# Катков, Андрей
Андрей Катков MIC (при рождении Аполлон Владимирович Катков; 26 октября 1916, Иркутск, Российская империя — 18 сентября 1995, Рим, Италия) — католический епископ византийского обряда, служивший в синодальной или российской традиции, член монашеской конгрегации мариан, титулярный епископ Навплии с 14 ноября 1958 года по 19 сентября 1995 год, член конгрегации мариан (MIC), участник Русского апостолата в Зарубежье.

## Биография

### Россия — Китай
Родился 26 октября 1916 года в Иркутске, в крещении получил имя Аполлон. В 1920 года семья Катковых переехала в Маньчжурию, в 1929—1937 годы учился в лицее св. Николая в Харбине, входящий в структуру Апостольского экзархата Харбина для русских католиков византийского обряда. Лицей окончил с золотой медалью, выделялся обходительностью, спокойным характером, имел положительное влияние на младших. Свой досуг заполнял чтением, играл на мандолине, был первым знаменосцем в Лицее.
После окончания Лицея Катков решил поступить послушником в орден марианов (MIC), его наставником был о. Фома Подзява. Аполлон исполнял послушание: поливал огороды, работал в саду, 4 декабря 1938 годы принял иноческий постриг (временные обеты), в котором получил имя Андрей.

### Рим
В 1939 года брат Андрей выехал в Рим для продолжения образования, где поступил на философский факультет университета Angelicum.
В 1941 году в Риме получил монашеский постриг с вечными обетами. Священническая хиротония отца Андрея состоялась 30 июля 1944 года его рукополагал преосвященный епископ Александр Евреинов. В 1945 году удостоен степени доктора философии. Окончил Папский Восточный институт в Риме, жил в Руссикуме. Направлен для работы в лагеря для беженцев, помогал русским, которым угрожала насильственная выдача в СССР. Отец Андрей присылал детей из лагерей в Рим.

### Русское Зарубежье
Далее для пастырского служения Каткова перевели в Англию. В 1950 году переведен в Англию, с 1951 года трудился в Австралии, где вместе с архимандритом Георгием Брянчаниновым основал в Мельбурне миссионерский центр для католиков восточного обряда.
В Австралии оформилась община русских католиков эмигрантов из Китая. В 1958 году Папой Иоанном XXIII иеромонах Андрей был вызван в Рим, 14 ноября назначен титулярным епископом Навплии, 21 декабря состоялась хиротония, которую возглавил епископ Александр Евреинов. Епископ Андрей получил назначение коадъютора Рукополагающего Епископа византийского обряда.
С 1960-х годов по 1984 год — полномочный визитатор Конгрегации Восточных Церквей для русских, находящихся за границей. Рукополагающий прелат византийского обряда в Риме (1971—1984). Проживал в Риме. Владыка Андрей продолжал помогать русским эмигрантам, часто посылал посылки из своих средств русским в Харбин.
В сентябре 1959 года он посетил Австралию, служил в Мельбурне и Сиднее. В этом же году владыка освящал храм в честь Введения во храм Пресвятой Богородицы в Монреале, Канада.
В 1960 года преосвященный владыка Андрей избран Членом Конгрегации Восточных Церквей и назначен Полномочным визитатором для русских католиков византийского обряда находящихся за границей.
Следующее назначение: Экзарх русских католиков византийского обряда (Esarc ap. di Russia).
С 23 июня 1961 года епископ Катков назначен Рукополагающим епископом для восточного обряда. Из совершенных им хиротоний известно: 28.4.1963 рукоположил в сан священника диакона Михаила Давыденкова в храме интерната св. Георгия в Медоне. Далее, 13.11 владыка совершал Литургию Иоанна Златоуста в Соборе Св. Петра в Риме, ему сослужили прот. Георгий Рошко, прот. Александр Шевелев, иером. Иосиф Ольшр, иером. Ректор русской коллегии Антоний Керен, присутствовал прот. Александр Кулик.
В 1962 году преосвященный владыка Андрей возглавил обряд отпевания по почившему русскому католическому архиерею — епископу Гераклеопольскому Павлу Мелетьеву в храме Благовещения Пресвятой Богородицы в Брюсселе.
Участник Второго Ватиканского собора
В 1964 году епископ Андрей вновь посетил Австралию, встречался со своими одноклассниками по Лицею и многими знакомыми, которым помогал переезжать в Австралию.
С 1971 по 1984 гг. титул Каткова звучал, как Рукополагающий прелат византийского обряда в Риме. Позднее, он получил назначение в Папский совет по содействию христианскому единству.
В 1972 году был в Латинской Америке, где с пастырскими целями посещал Аргентину: Приход Петра и Павла (Гуэмес) и Преображенская церковь, Лос Кардалес. В Бразилии епископ посетил Благовещенский храм в Сан-Паулу, встречался с православным архиепископом Серафимом (Свежевским).
В 1986 году посещал Русский католический приход в Нью-Йорке.

### Экуменизм и контакты с Русской православной церковью
В августе 1969 году по приглашению митрополита Никодима (Ротова) посетил СССР, побывал в Москве и других городах России и Украины. Самолетом он прилетел в Омск, где его встречал местный православный архиерей Николай (Кутепов) и дальше поездом епископ Андрей проехал в Иркутск, где родился и жил с родителями до эмиграции в Китай.
Во время этого визита в Россию Преосвященный Андрей Катков посещал приходские православные церкви, где его встречали по архиерейскому чину, архиереи РПЦ лобызались с ним. Во время посещения Псково-Печерского монастыря при обильном стечении молящихся наместник, в присутствии преосвященного епископа Андрея Каткова, возгласил многолетие Папе Римскому Павлу VI. В Троице-Сергиевой лавре молился у раки преподобного Сергия Радонежского, а в Одессе встретился с отдыхавшим там патриархом Алексием I, который подарил ему чётки со своей руки и панагию.
21 июля 1970 году в праздник Казанской иконы Божией Матери по юлианскому календарю епископ Андрей Катков, Апостольский экзарх русских католиков в торжественной процессии совершил перенесение чудотворного образа Казанской иконы в специально построенную Русскую церковь Успения Богородицы в Фатиме, Португалия. 26 июля 1970 году освятил специальное помещение для иконы. Образ Богоматери был незадолго до этого выкуплен на аукционе на деньги специально собранные международной католической организацией «Синяя Армия», посвященной фатимскому явлению Пресвятой Богородицы.
В 1977 году почувствовал резкое ухудшение здоровья, вышел на пенсию. Его духовные чада из числа русских эмигрантов, живущих в Италии, часто приглашали его пожить за городом.
В последние годы своей жизни проживал в Риме, «Annuario Pontificio», указывает его адрес: Via Corsica 1, Roma.
Скончался 18 сентября 1995 года. Похоронен в склепе Греческой коллегии на римском кладбище Кампо Верано.